# Baron Mansel

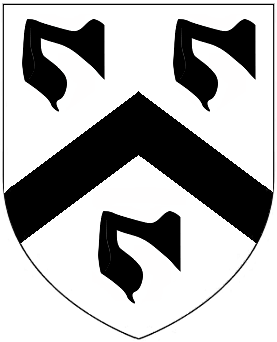
Wappen der Barone Mansel

Baron Mansel, of Margam in the County of Glamorgan, war ein erblicher britischer Adelstitel in der Peerage of Great Britain.
Familiensitz der Barone war Margam Abbey im südwalisischen Glamorgan.

## Verleihung und Erlöschen
Königin Anne verlieh den Titel am 1. Januar 1712 an Sir Thomas Mansel, 5. Baronet, aus der Familie Mansel. Der Titel war einer von acht neuen Peerwürden, die gleichzeitig geschaffen wurden, um den Tories die Regierungsmehrheit im House of Lords zu sichern. Der Titel erlosch beim Tod seines jüngsten Sohnes, dem 4. Baron Mansel, am 29. November 1750.

## Nachgeordnete Titel
Der 1. Baron hatte bereits 1706 von seinem Vater den zur Baronetage of England gehörenden Titel als 5. Baronet, of Margam in the County of Glamorgan, geerbt, der am 22. Mai 1611 für seinen Ur-urgroßvater Thomas Mansel geschaffen worden war. Der Titel erlosch zusammen mit der Baronie 1750.

## Liste der Mansel Baronets und Barone Mansel

### Mansel Baronets, of Margam (1611)
- Sir Thomas Mansel, 1. Baronet († 1631)
- Sir Lewis Mansel, 2. Baronet (um 1594–1638)
- Sir Henry Mansel, 3. Baronet (um 1629–um 1640)
- Sir Edward Mansel, 4. Baronet (um 1637–1706)
- Sir Thomas Mansel, 5. Baronet (1667–1723) (1712 zum Baron Mansel erhoben)

### Barone Mansel (1711)
- Thomas Mansel, 1. Baron Mansel (1667–1723)
- Thomas Mansel, 2. Baron Mansel (1719–1744)
- Christopher Mansel, 3. Baron Mansel (um 1699–1744)
- Bussy Mansel, 4. Baron Mansel (um 1701–1750)